# Rancul megye
Rancul egy megye Argentína középső részén, La Pampa tartományban. Székhelye Parera.

## Népesség
A megye népessége a közelmúltban a következőképpen változott:
| Év   | Lakosság |
| ---- | -------- |
| 2001 | 10 571   |
| 2010 | 10 668   |